# Альпійські мисливці

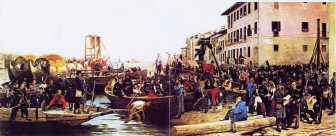
Висадка Гарібальді та Альпійських мисливців в Сесто-Календе 23 травня 1859 р., полотно, олія, 230 см. x 600 см, Варезе, Міський музей.

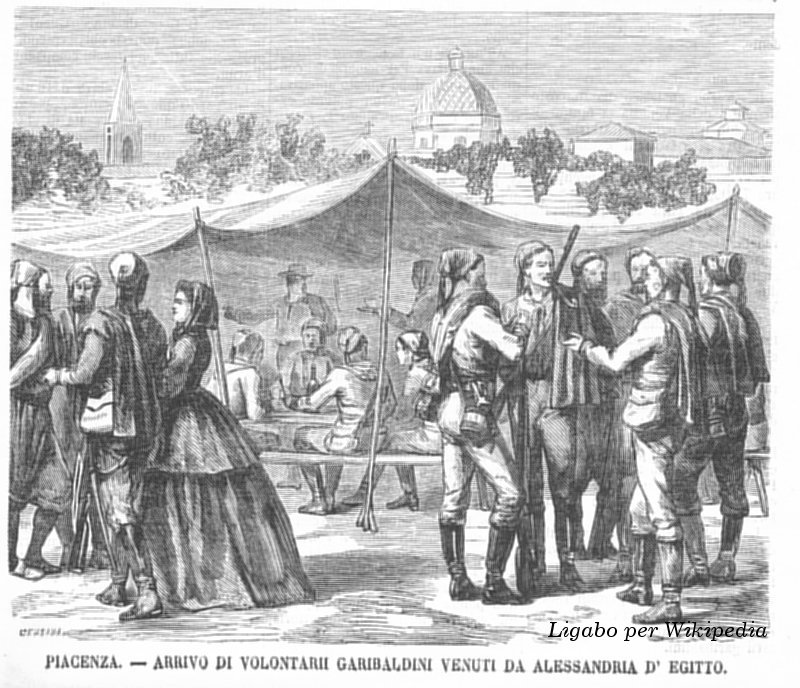
Гарібальдійці в Єгипті − 1866 рік

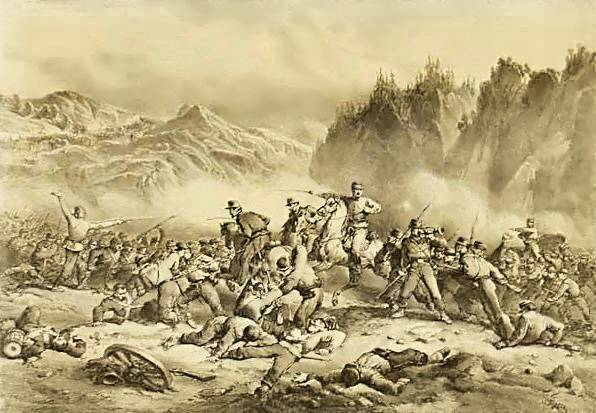
Битва при Лодроне, липень 1866

Альпійські мисливці (італ. Cacciatori delle Alpi, англ. Hunters of the Alps) — спеціальний військовий корпус, створений Джузеппе Гарібальді 20 лютого 1859 року в Кунео з метою допомогти регулярній армії Сардинії для визволення північної частини Італії під час Австро-італо-французької війни (Друга італійська війна за незалежність).
Цей військовий корпус діяв у Альпах. Серед їхніх значних перемог у цій війні була перемога над австрійцями у Варезе та Комо.
Вони також брали участь в Третій італійській війні за незалежність у 1866 (на прусській стороні проти австрійців). 40 тисяч італійських добровольців показали свою відданість, отримавши єдину перемогу у ході цього конфлікту: в битві біля містечка Беццекка (21 липня 1866 року) і майже здобувши місто Тренто.